# Laserunek

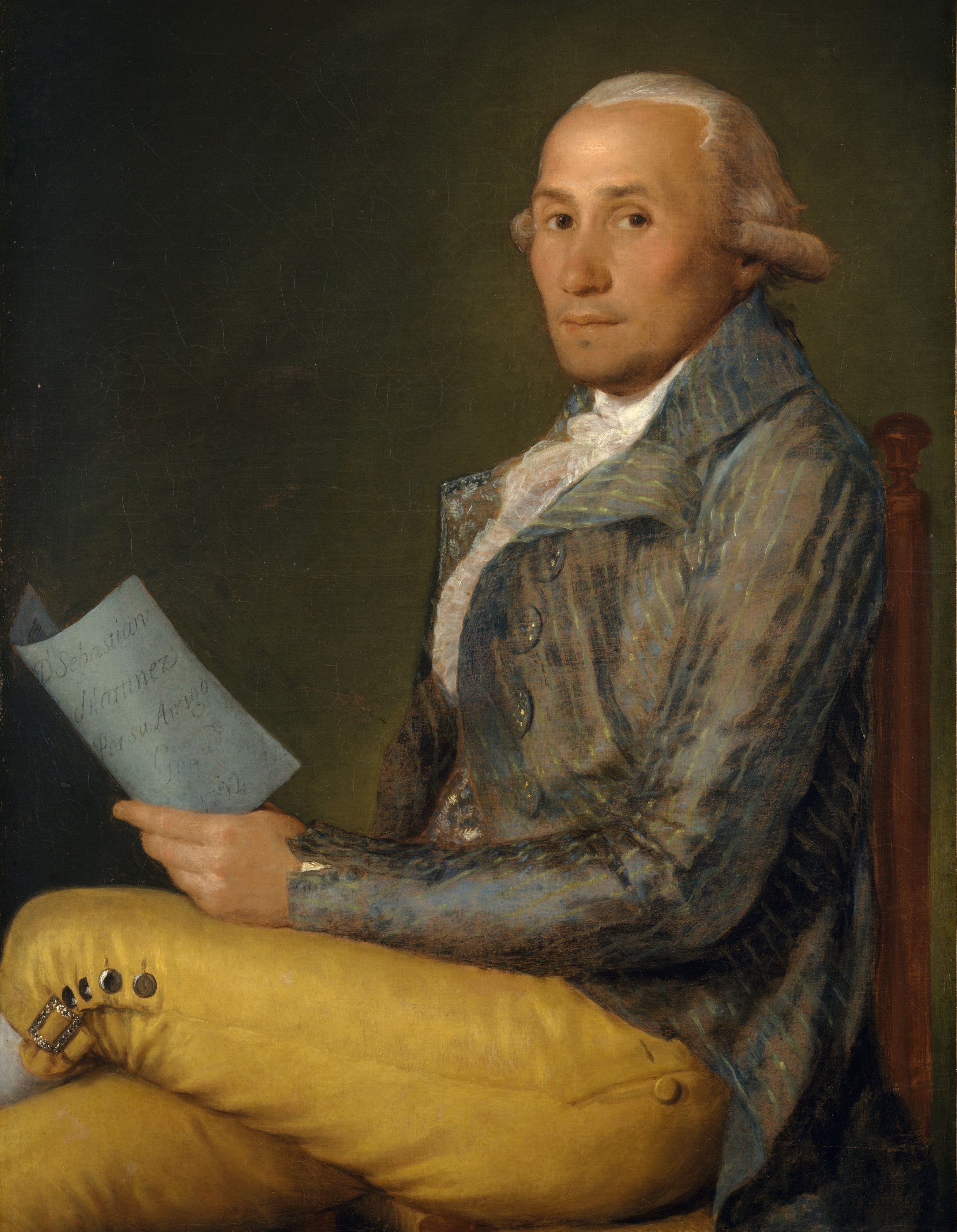
Portret don Sebastiana Martineza y Péreza pędzla Francisca Goi, 1792. Kolor żakietu oddano za pomocą niebieskich laserunków.

Laserunek – przezroczysta lub półprzezroczysta warstwa farby, zmieniająca ton lub barwę niższych warstw obrazu, zwłaszcza olejnego. Pochodzenie nazwy nie jest jasne, być może wywodzi się z określenia lasur w językach romańskich, tj. lazur, oznaczające błękit, ale także przejrzyste, jasne barwy.
Laserunki stosowane były już w średniowieczu, z wykorzystaniem bardzo rozcieńczonych temper lub gwaszy, jednak w pełni rozwinęły się dopiero wraz z rozwojem malarstwa olejnego. Aż do końca XVII w. i rozwoju techniki alla prima, laserunki były nieodłącznym elementem techniki olejnej.
W szczytowym okresie rozwoju (malarstwo flamandzkie XVII w.) budowa obrazu olejnego wyglądała następująco (w skrócie, abstrahując od przyzwyczajeń i trików poszczególnych twórców): na podkładzie drewnianym lub – rzadziej – płóciennym kładziono dość grubą warstwę chłonnej, kredowej, gipsowej lub bolusowej zaprawy, barwionej w masie lub powierzchniowo na dość ciemny szary lub brunatny kolor. Na to tło przenoszono szkic obrazu, a następnie modelowano światłocień monochromatycznymi temperami. Etap podmalówek kończyło pokrycie obrazu cienką warstwą barwnego werniksu – imprimitury, która nadawała ton i determinowała paletę barwną przyszłego obrazu. Dalsza praca nad obrazem polegała na nakładaniu kolejnych warstw laserunkowych nadmalunków, uzupełnianych czasem kryjącymi fragmentami. Zasadą było unikanie nadmiaru czerni, jako niszczącej efekt prześwitywania tła i brudzącej farby, i bieli, zarezerwowanej dla najjaśniejszych świateł obrazu. Dla osiągnięcia ostatecznego efektu konieczne było nałożenie kilku (w szczególnych wypadkach kilkunastu) warstw laserunków. Efekt przenikania i załamywania światła przez warstwy laserunkowe podkreślał i wydobywał z tła dominujące fragmenty sceny, malowane z reguły farbami półkryjącymi i kryjącymi, czasem nawet pastoso (grubą, modelowaną pędzlem warstwą kryjącej farby). Mistrzem w osiąganiu takich kontrastowych efektów był m.in. Rembrandt. Laserunek nadaje iluzyjności w cieniach i światłocieniach. W szczególności w cieniach ciepłych przeciwstawnych do zimnego światła. Obrazy takie charakteryzują się dużym realizmem, a stosowania techniki laserunkowej eskaluje ich iluzyjność.
Efekty osiągane dzięki laserunkom, z oczywistych powodów, tylko częściowo nadają się do mechanicznej reprodukcji; głębia i niezwykłe efekty barwne warstw laserunków nie mogą być też naśladowane innymi technikami. Ze względu na ogromną pracochłonność malarstwo laserunkowe zanikło praktycznie w XVIII w. Próby wskrzeszenia tej techniki w czasach romantyzmu i neoromantyzmu nie zawsze były udane (m.in. z powodu używania tanich materiałów i barwników w rodzaju asfaltu).
Efekt laserunkowy (przezroczystości farby) osiągano dawniej przez użycie słabo kryjących pigmentów (jak, np. naturalna ultramaryna, sjena palona, terre vert etc.), mocno rozrzedzonych przy użyciu medium żywiczno-olejnego. Obecnie sprzedawane farby laserunkowe są produkowane ze sztucznych barwników organicznych lub (rzadziej) nadzwyczaj drobno zmielonych pigmentów mineralnych. Ze względu na niewielki popyt, są o wiele droższe i trudniej dostępne od zwykłych farb olejnych.